# Néstor Gorosito
Néstor Raúl Gorosito, mit Spitznamen „Pipo“, (* 14. Mai 1964 in San Fernando del Valle de Catamarca, Provinz Catamarca) ist ein ehemaliger argentinischer Fußballspieler und aktueller Fußballtrainer.

## Karriere als Fußballspieler
Nachdem Néstor Gorosito seine fußballerische Ausbildung bei River Plate genoss, wurde er 1982 in den Profikader übernommen. Dort entwickelte er sich 1985/86 zum Stammspieler. In dieser Saison konnte er mit dem Gewinn des Meistertitels in der argentinischen Primera División auch seinen ersten Karrierehöhepunkt verzeichnen. Im Sommer 1988 wechselte er zu CA San Lorenzo de Almagro, wo sich der Mittelfeldspieler einen Namen als Goalgetter machen, was sich im Gewinn des argentinischen Torschützenkönigs 1988/89 niederschlug; in 37 Spielern erzielte Gorosito 21 Treffer.
Damit sollte es für ihn Schlag auf Schlag gehen, denn neben seinem Debüt in der argentinischen Nationalmannschaft führte dies zum Transfer zum österreichischen Bundesligisten FC Swarovski Tirol, dem abgespaltenen Profibereich des FC Wacker Innsbruck, wo er in Ernst Happel einen Trainer von Weltruf hatte. Mit den Tirolern wurde er 1989/90 österreichischer Fußballmeister und bestritt dadurch auch sieben Spiele in der UEFA Champions League. 1991 wurde Gorosito mit der Wahl zu Österreichs Fußballer des Jahres ausgezeichnet.
Nachdem im Sommer 1992 der FC Swarovski Tirol aufgelöst und wieder in den FC Wacker Innsbruck integriert wurde, verließ Gorosito Österreich und kehrte in seine Heimat zu CA San Lorenzo de Almagro zurück. Im Januar 1994 wechselte er zum chilenischen Erstligisten CD Universidad Católica. Dort sorgte er ebenfalls für Schlagzeilen und wurde nach dem Sieg bei der Copa Interamericana – im Finale wurde CD Saprissa nach einer 1:3-Niederlage im Hinspiel im Rückspiel nach Verlängerung mit 5:1 besiegt – überdies zum Fußballer des Jahres 1994 gewählt. Dennoch unterschrieb er im Sommer 1995 einen Vertrag beim japanischen Erstligisten Yokohama F. Marinos, kam dort bis zum Sommer 1996 jedoch nur zu sechs Einsätzen, in denen er immerhin drei Treffer erzielte.
Im Sommer 1996 wechselte Gorosito ein drittes Mal zu CA San Lorenzo de Almagro, wo er bis zum Sommer 1999 spielte. 1997 bestritt er sein letztes Spiel in der argentinischen Nationalmannschaft. 1999 unterschrieb er neuerlich einen Vertrag bei CD Universidad Católica. Mit Ablauf der Saison 2000/01 beendete er seine aktive Laufbahn.

## Karriere als Fußballtrainer
Nachdem Gorosito seine Ausbildung zum Fußballtrainer absolviert hatte, trat er im Sommer 2002 beim Erstligisten River Plate in Buenos Aires seinen ersten Posten an. Dort konnte er den Verein vor dem drohenden Abstieg bewahren. Dies schien der Start zu einer erfolgreichen Karriere zu sein, doch kam bei seinen folgenden Engagements die Ernüchterung. Bei seinen folgenden Engagements bei CA San Lorenzo de Almagro und CA Lanús wurde er jeweils entlassen. Auch die danach folgenden Trainerstationen dauerten jeweils nur ein Jahr; jenes beim spanischen Erstligisten Deportivo Xerez gar nur sechs Monate. Danach folgten weitere kurzzeitige Engagements bei den Argentinos Juniors, CA Tigres, wieder den Argentinos Juniors und UD Almería, die alle kürzer als eine Saison dauerten.
2019 wurde er erneut Trainer bei CA Tigre.

## Auszeichnungen
- Meister 1985/86 argentinische Primera División
- Torschützenkönig 1988/89 argentinische Primera División
- Meister 1989/90 österreichische Bundesliga
- Sieger der Copa América 1993 mit Argentinien
- Sieger der Copa Interamericana 1994 mit CD Universidad Católica
- Fußballer des Jahres 1991 in Österreich
- Fußballer des Jahres in Chile 1994